# Trichinorhipis knulli
Trichinorhipis knulli är en skalbaggsart som beskrevs av Barr 1948. Trichinorhipis knulli ingår i släktet Trichinorhipis och familjen praktbaggar. Inga underarter finns listade i Catalogue of Life.